# Robert MacMillan
Pour les articles homonymes, voir MacMillan.
Pas d'image ? Cliquez ici

b Matchs officiels uniquement.
Robert Gordon MacMillan dit  Judy MacMillan (1865-1936) est un joueur de rugby à XV écossais sélectionné en équipe d'Écosse et évoluant dans les lignes d'avants.

## Carrière
Il obtient sa première cape internationale le 19 février 1887 contre l'équipe d'Irlande et sa dernière le 13 mars 1897 contre l'équipe d'Angleterre. Il est six fois capitaine de l'équipe d'Écosse. Il participe également à la tournée des Lions britanniques en Afrique du Sud en 1891, disputant vingt rencontres dont trois test matches.
Il exerce le métier de souscripteur d'assurance à la bourse de Londres chez Lloyd's.
En 1900, il devient le 27e président de la Fédération écossaise de rugby à XV.
Il meurt en 1936 sans descendance.

## Statistiques en équipe nationale
- 21 sélections avec l'équipe d'Écosse.
- Un essai (0 point).
- Sélections par années : 3 en 1887, 3 en 1890, 2 en 1891, 3 en 1892, 2 en 1893, 3 en 1894, 3 en 1895, 2 en 1897.
- Trois sélections avec l'équipe des Lions en 1891.